# Radziki Duże
Radziki Duże is een dorp in het Poolse woiwodschap Koejavië-Pommeren, gelegen in de powiat Rypiński. Er woonden in 2011 663 mensen.

## Ruïne
In het dorp bevindt zich een aantal ruïnes van het 15e-eeuwse kasteel Ogończykowie, gebouwd door de familie Radzikowski. In 1510 werd het kasteel herbouwd door de familie van Nicholas Radzikowski, waarna het in handen kwam van Radziwill. Het kasteel raakte beschadigd tijdens de Zweedse oorlogen en raakte in verval.

## Sport en recreatie
- Door deze plaats loopt de Europese wandelroute E11. De E11 loopt van Den Haag naar het oosten tot de grens van Polen en Litouwen. Ter plaatse komt de route van het westen vanuit Płonne via Rodzone. De route vervolgt in noordelijke richting naar de rivier de Drwęca en vervolgt langs de rivier via Słoszewy tot Brodnica.

## Galerij

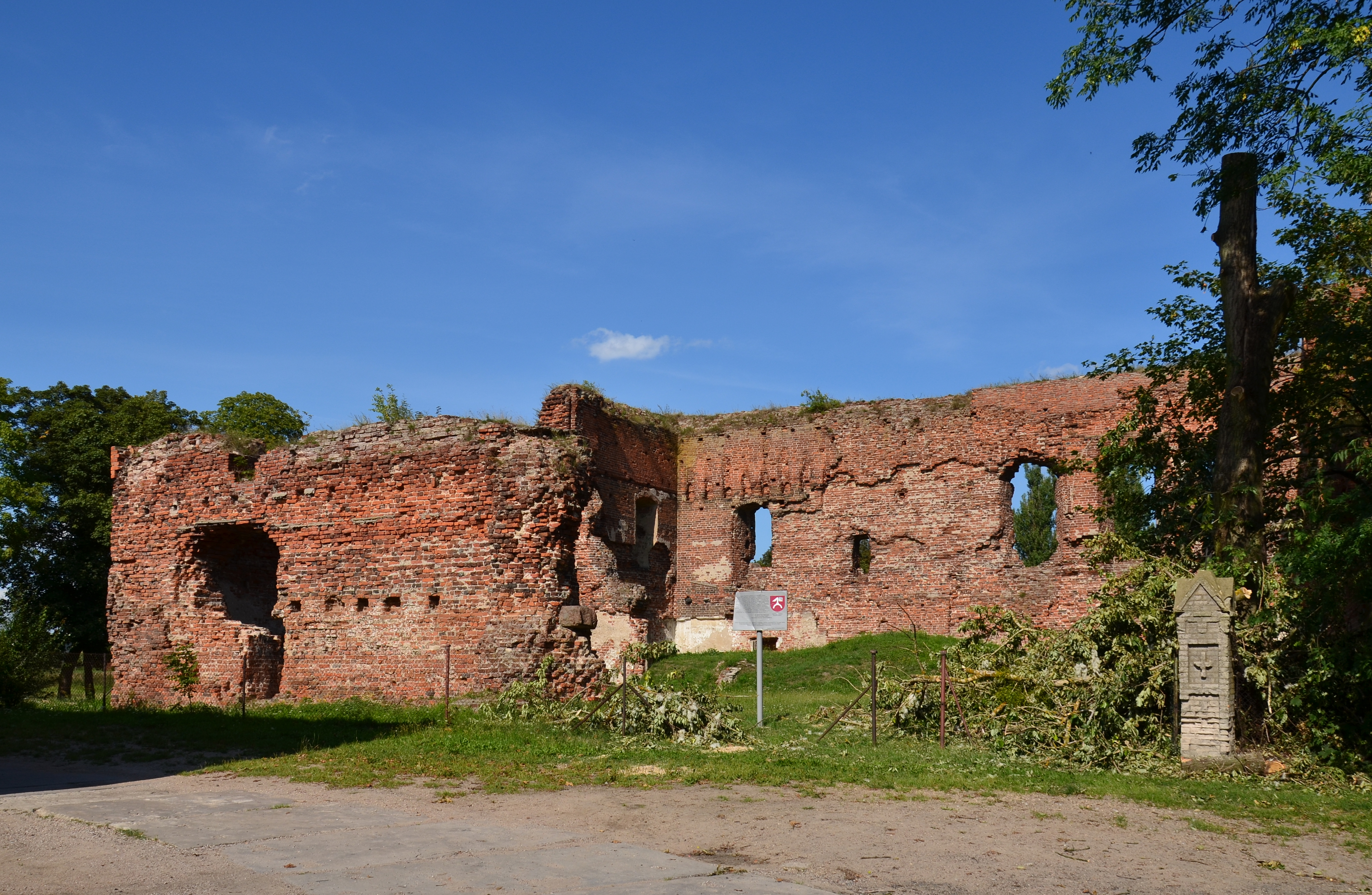
Ruïne
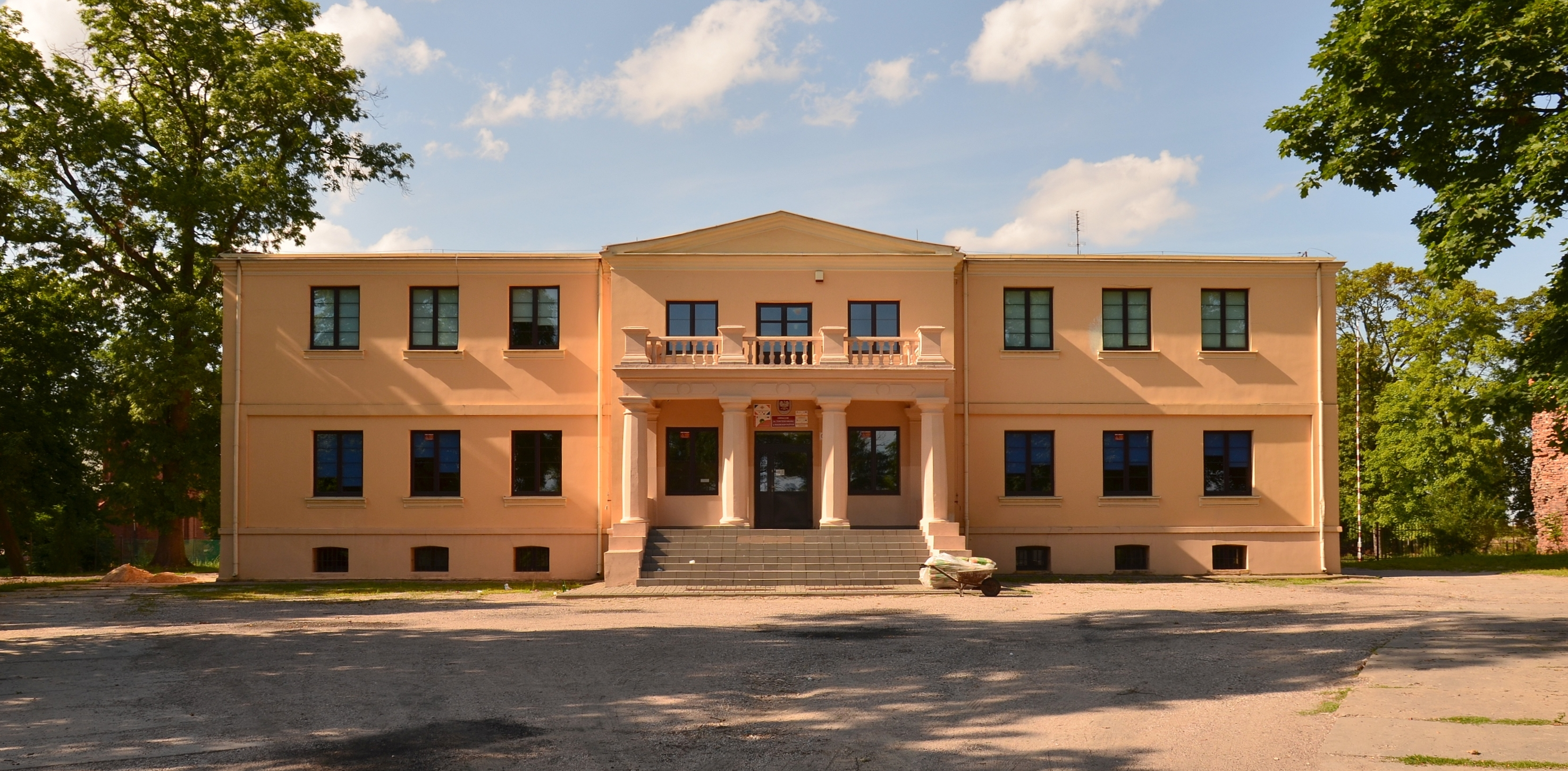
Algemeen gymnasium